# We Got This

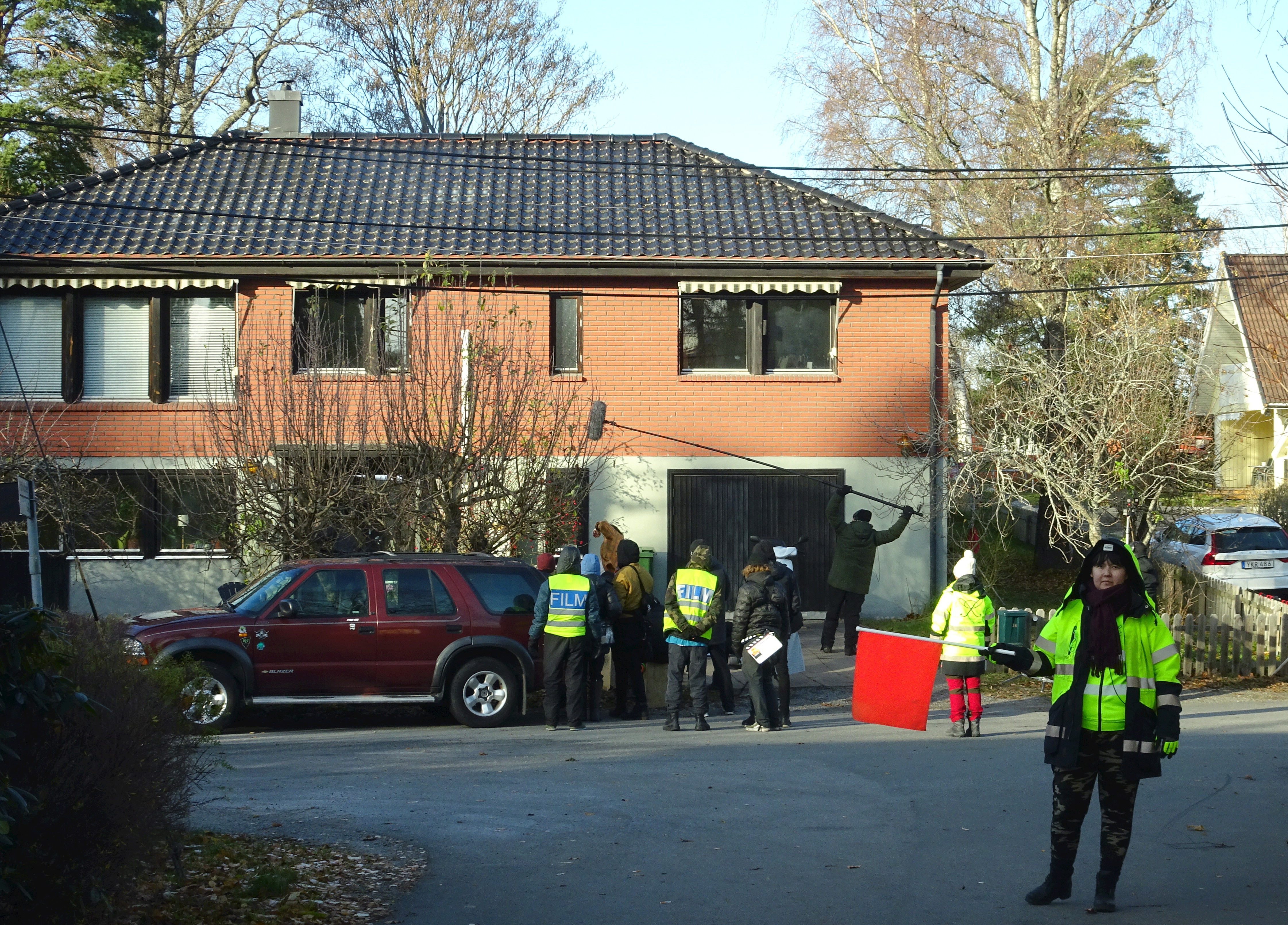
Från inspelningen i villan på Kapellvägen 26 i Segeltorp, november 2019.

We got this är en svensk komediserie från 2020. Serien är skapad av Schiaffino Musarra som också skrivit manus tillsammans Santiago Gil och Patrik Eklund. Eklund har också regisserat serien vars första säsong består av sex avsnitt om vardera 45 minuter.
Serien hade premiär 1 maj 2020 på SVT play och 3 maj 2020 på SVT 1.

## Handling
Serien handlar om George English. Han är amerikan men bosatt i Sverige, och sitter på en stor skatteskuld som snart kommer att behöva betalas. Han får reda på att det finns en belöning på 50 miljoner kronor för den som kan lämna sådan information att Palmemordet kan lösas. Nu gäller det bara att hitta mördaren och kassera in belöningen.

## Rollista i urval
- Schiaffino Musarra – George English
- Alexander Karim – Alex
- Anki Larsson – Eva
- Christian Svensson – Bosse
- Sandra Andreis – Sofia
- Ida Hedlund-Stenmarck – Isabella
- Hans Mosesson – Sture Norberg
- Gustav Berg – Sebastian
- Olle Sarri – Björn
- Lennart Jähkel – Ralf, ledare för Palmegruppen
- Judith Paris – Mindy Van der Graaf
- Pia Halvorsen – Harriet
- Roshana Hoss – Veronica
- Jimmy Lindström - Johan
- Johanna Wilson - Anna
- Gustav Berg - Sebastian
- Björn Andersson - Einar
- Léonore Ekstrand - Margareta Norlin
- Mikael Almqvist - Martin Revisor
- Tomas Norström - Som Sig själv
- Tobias Thorwid - Reklamfilmsteam
- Christer Käck - Bartender

## Priser och utmärkelser
- 2020 fick filmen priset European Script Award vid Genéves internationella filmfestival, till regissör Schiffiano Musarra med en prispott på 10 000 euro.[5] Utdelningen skedde digitalt pga av Covid-pandemin.